# 出版人
出版人（しゅっぱんじん）とは、出版社に勤める人々のこと。特には、出版社の創業者など大きな役割を果たしている人物のことをいう。新聞人は、言論人である要素があるが、出版人は、文化人というより一介の事業家という傾向の方が大きい。
英語ではeditorということばがあるが、これは編集者という意味から、発行人、編集主幹などまで多岐にわたる意味を持つ。出版人といういい方と類似している。

## 関連人物
- 蔦屋重三郎
- 須原屋茂兵衛
- 須原屋市兵衛
- 佐藤義亮
- 岩波茂雄
- 及川篤二
- 岡野篤信
- 美作太郎
- 岡茂雄
- 小宮山量平
- 後藤憲治
- 西谷能雄
- 藤原良雄
- 古岡秀人